# Mil Máscaras
Aaron Rodríguez Arellano (San Luis Potosí, 15 de Julho de 1942), mais conhecido pelo seu ring name Mil Máscaras ou A Thousand Masks, é um lutador de wrestling profissional e ator mexicano, o qual foi estrelado em vários filmes com outros luchadores. Durante as gravações do WWE Friday Night SmackDown em 16 de outubro de 2011, Mil Máscaras foi anunciado por Triple H como sendo o primeiro nome confirmado para o Hall of Fame 2012.

## Títulos
- World Wrestling Entertainment
  - WWE Hall of Fame (Classe de 2012)

- All Japan Pro Wrestling
  - PWF United States Heavyweight Championship (1 vez)

- Commission de Box y Lucha Libre Mexico D.F.
  - Mexican National Light Heavyweight Championship (2 vezes)

- NWA Big Time Wrestling / World Class Wrestling Association
  - NWA American Tag Team Championship (1 vez) - com Jose Lothario
  - NWA Texas Tag Team Championship (1 vez) - com Jose Lothario
  - WCWA World Tag Team Championship (1 vez) - com Jeff Jarrett

- Pro Wrestling Illustrated
  - PWI Mais Popular Wrestler do Ano (1975)
  - PWI o colocou como #94 dos 500 melhores wrestlers durante a PWI 500 de 2003.

- NWA Hollywood Wrestling
  - NWA Americas Heavyweight Championship (3 vezes)
  - NWA Americas Tag Team Championship (3 vezes) - com Alfonso Dantés (1) e Ray Mendoza (1)

- World Wrestling Association (Los Angeles)
  - WWA Americas Heavyweight Championship (1 vez)

- Wrestling Observer Newsletter
  - WON Hall da Fama (Classe de 1996)